# Barragem de Serro Azul
A Barragem de Serro Azul é um represa construída no leito do Rio Una na cidade de Palmares, Pernambuco. Motivada por uma grande enchente que ocorreu na região em 2010, teve sua construção iniciada em 2012 e concluída em 2017 mediante um investimento de R$ 500 milhões com recursos do Governo do Estado de Pernambuco e do Governo Federal. A contenção das águas beneficia diretamente os municípios de Palmares, Água Preta e Barreiros. 
O açude tem capacidade para armazenar 303 milhões de m³ de água.